# Omvriakí
Omvriakí (Omvriaki) är en ort i Grekland.   Den ligger i prefekturen Fthiotis och regionen Grekiska fastlandet, i den centrala delen av landet, 180 km nordväst om huvudstaden Aten. Omvriakí ligger 604 meter över havet och antalet invånare är 1 210.
Terrängen runt Omvriakí är huvudsakligen kuperad, men åt sydost är den platt. Omvriakí ligger uppe på en höjd. Runt Omvriakí är det ganska glesbefolkat, med 24 invånare per kvadratkilometer. Närmaste större samhälle är Domokós, 3,8 km nordost om Omvriakí. Trakten runt Omvriakí består till största delen av jordbruksmark.